# False (Unix)
Pour les articles homonymes, voir False.
La commande Unix false échoue, sans rien faire d'autre. La commande false est principalement utilisée dans les boucles et les instructions conditionnelles de scripts, permettant la sortie du script avec un code retour « d'erreur » (« 1 » par défaut). La commande true réussit toujours et est le pendant de false.